# 青藏虎耳草
青藏虎耳草（学名：Saxifraga przewalskii）为虎耳草科虎耳草属下的一个种。

## 扩展阅读
- 維基物種上的相關：青藏虎耳草